# Ručnik

Ručnik je tekstilni proizvod koji se koristi za brisanje ruku ili tijela. Ručnici mogu biti izrađeni od prirodnih vlakna biljnog podrijetla (primjerice od 
pamuka ili umjetnih vlakana ili mješavine prirodnih i sintetičkih vlakana.
(Kontaktni sinonimi : peškir, šugoman)